# Jim Driscoll
Jim Driscoll est un boxeur britannique né le 15 décembre 1880 et mort le 31 janvier 1925 à Cardiff, Pays de Galles.

## Carrière
Champion d'Angleterre puis du Commonwealth dans la catégorie poids plumes en 1906 et 1908, il perd un premier championnat d'Europe face à Freddie Welsh le 20 décembre 1910 en poids légers mais remporte ce même titre en poids plumes aux dépens de Jean Poesy le 3 juin 1912. Driscoll livre son dernier combat en 1919 contre le français Charles Ledoux pour le titre européen des poids coqs mais perd par arrêt de l'arbitre au 16e round.

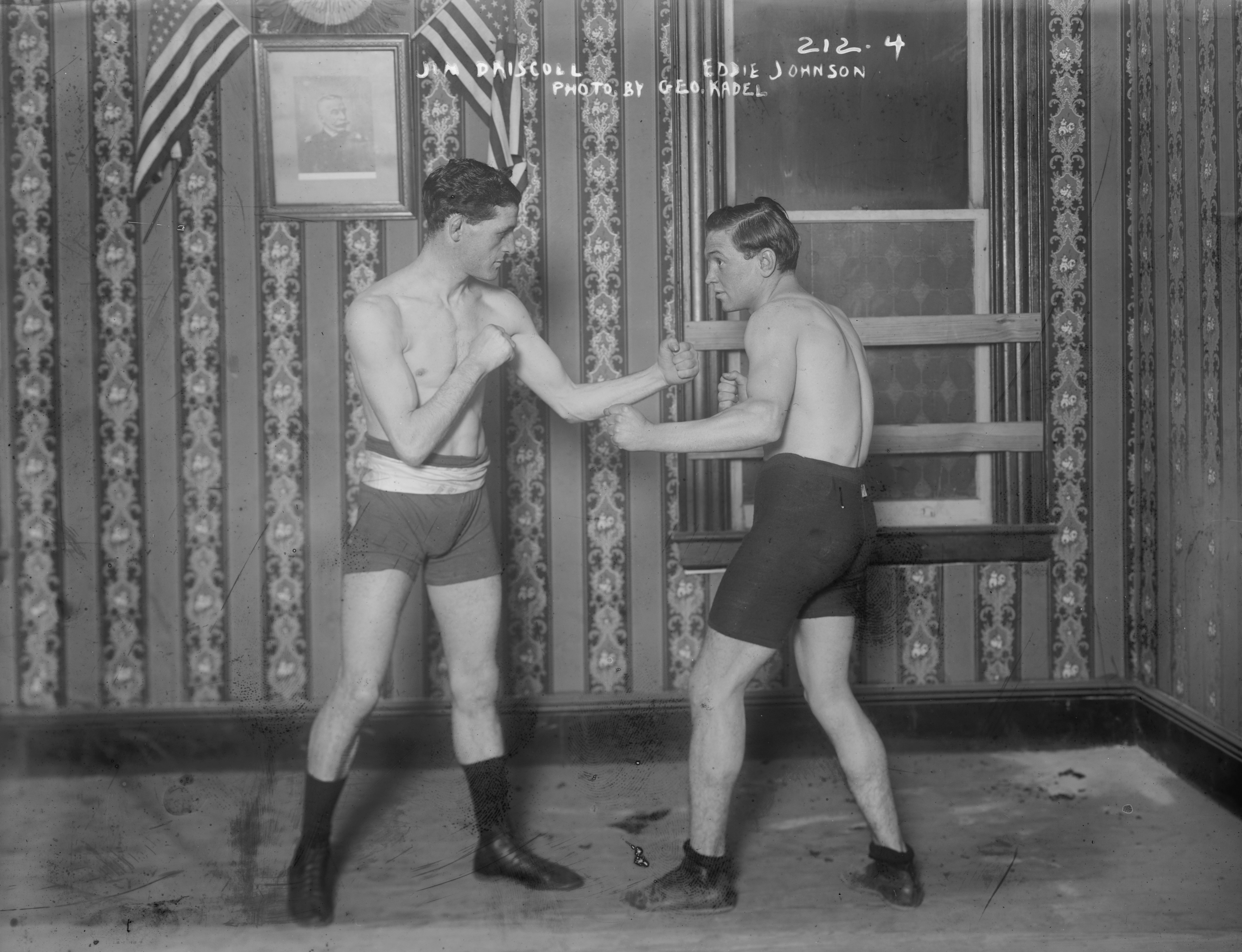
Jim Driscoll vs Eddie Johnson
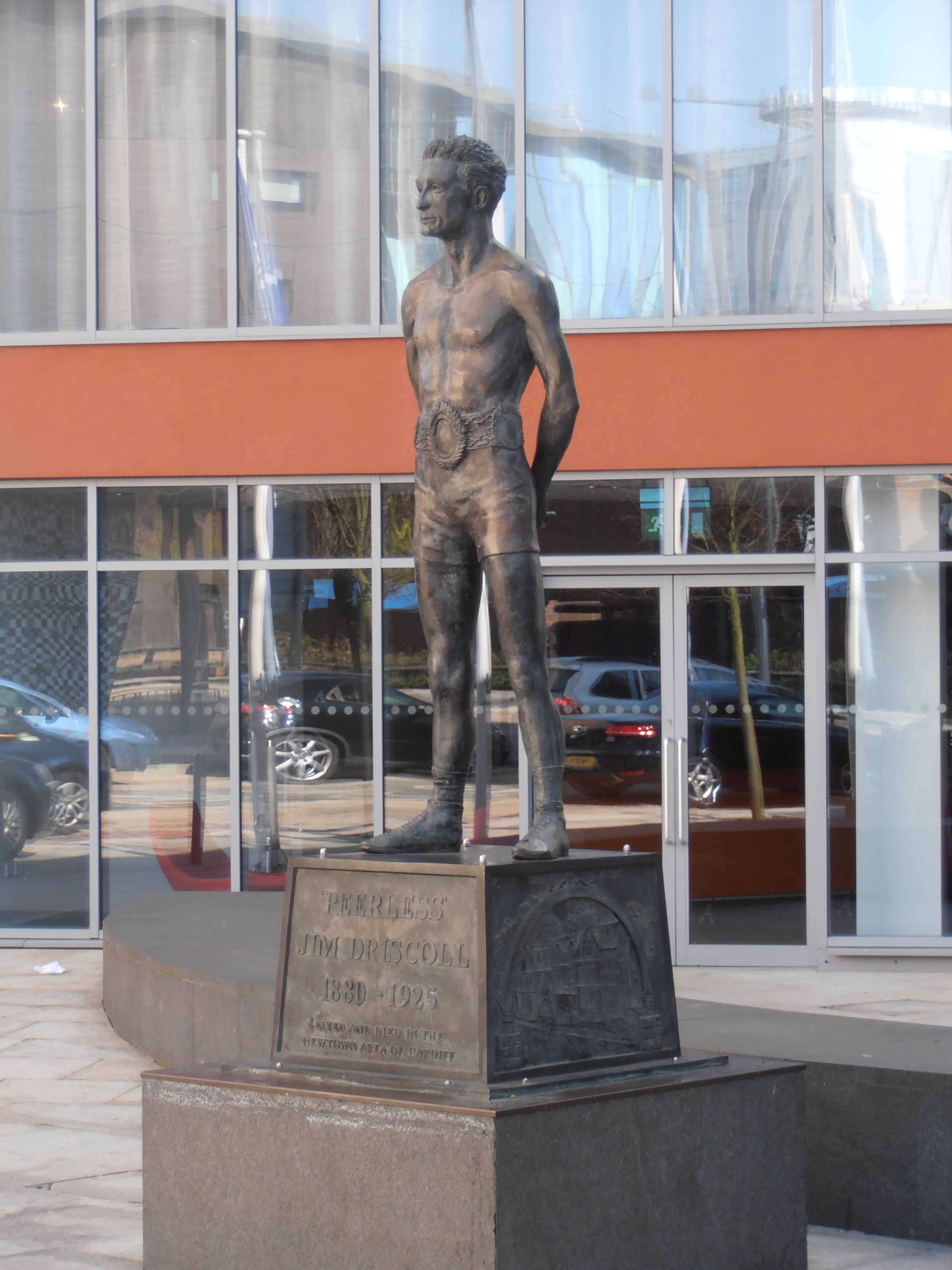
Statue de Jim Driscoll
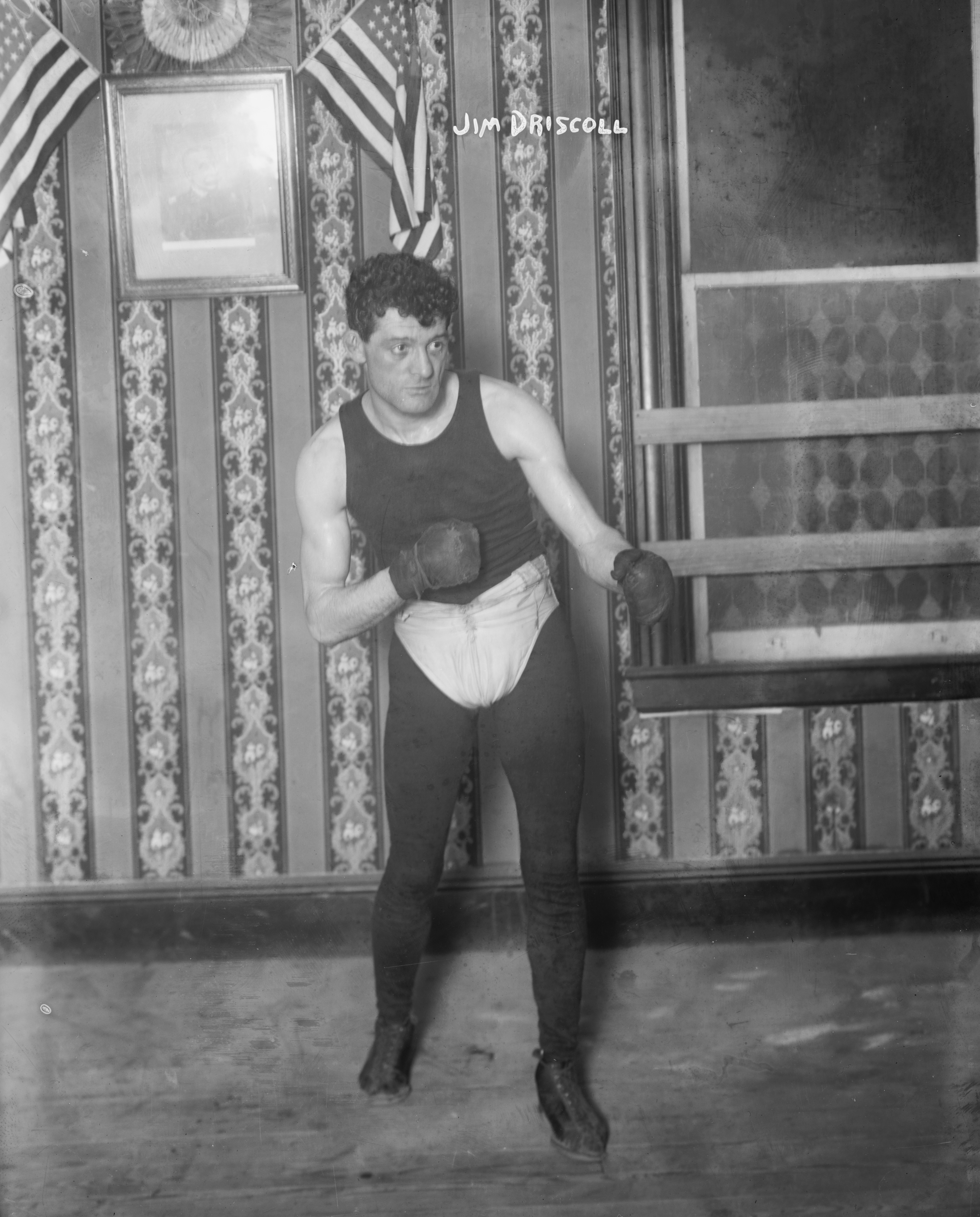
Jim Driscoll

## Distinction
- Jim Driscoll est membre de l'International Boxing Hall of Fame depuis sa création en 1990[1].